# Christoph Sumann
Christoph Sumann (* 19. ledna 1976, Judenburg) je rakouský biatlonista, jehož největším úspěchem v kariéře jsou 2 stříbrné medaile ze ZOH 2010 ve stíhacím závodě a štafetě. V civilním životě je Christoph Sumann výkonným zaměstnancem federální policie. Po zisku bronzové medaile ve štafetě na olympijských hrách v Soči oznámil, že po sezóně ukončí kariéru. Jeho posledním závodem ve sportovní kariéře byla stíhačka na dvanáct a půl kilometrů v norském lyžařském středisku Holmenkollenu, kde obsadil konečné 23. místo.

## Největší úspěchy

### Olympijské hry
- ZOH 2010 ve Vancouveru: 2. místo ve stíhacím závodě
- ZOH 2010 ve Vancouveru: 2. místo ve štafetě
- ZOH 2014 v Soči: 3. místo ve štafetě

### Mistrovství světa
- MS v biatlonu 2005 v Hochfilzenu: 3. místo ve štafetě
- MS v biatlonu 2009 v Pchjongčchangu: 2. místo v závodě s hromadným startem
- MS v biatlonu 2009 v Pchjongčchangu: 2. místo ve štafetě
- MS v biatlonu 2011 v Chanty-Mansijsku: 3. místo ve Vytrvalostním závodě

#### Celkové hodnocení Světového poháru
- Světový pohár v biatlonu 2000/2001 – 58. místo
- Světový pohár v biatlonu 2001/2002 – 18. místo
- Světový pohár v biatlonu 2002/2003 – 15. místo
- Světový pohár v biatlonu 2003/2004 – 40. místo
- Světový pohár v biatlonu 2004/2005 – 47. místo
- Světový pohár v biatlonu 2005/2006 – 16. místo
- Světový pohár v biatlonu 2006/2007 – 9. místo
- Světový pohár v biatlonu 2007/2008 – 32. místo
- Světový pohár v biatlonu 2008/2009 – 6. místo
- Světový pohár v biatlonu 2009/2010 – 2. místo
- Světový pohár v biatlonu 2010/2011 – 8. místo
- Světový pohár v biatlonu 2011/2012 – 35. místo
- Světový pohár v biatlonu 2012/2013 – 34. místo
- Světový pohár v biatlonu 2013/2014 – 30. místo

## Vítězství v závodech SP

### Individuální
| Datum:            | Místo:                 | Disciplína:               |
| 21. prosince 2001 | Osrblie, Slovensko     | Sprint                    |
| 20. ledna 2007    | Pokljuka, Slovinsko    | Stíhací závod             |
| 21. ledna 2007    | Pokljuka, Slovinsko    | Závod s hromadným startem |
| 11. ledna 2009    | Oberhof, Německo       | Závod s hromadným startem |
| 17. prosince 2009 | Pokljuka, Slovinsko    | Vytrvalostní závod        |
| 16. března 2013   | Chanty-Mansijsk, Rusko | Stíhací závod             |

### Kolektivní
| Datum:            | Místo:               | Disciplína: |
| 15. prosince 2001 | Pokljuka, Slovinsko  | Štafeta     |
| 21. prosince 2008 | Hochfilzen, Rakousko | Štafeta     |
| 8. ledna 2009     | Oberhof, Německo     | Štafeta     |
| 13. prosince 2009 | Hochfilzen, Rakousko | Štafeta     |
| 9. ledna 2014     | Ruhpolding, Německo  | Štafeta     |